# Hàm Yên (huyện)
Hàm Yên là một huyện thuộc tỉnh Tuyên Quang, Việt Nam.

## Vị trí địa lý
Huyện Hàm Yên nằm ở phía tây của tỉnh Tuyên Quang, nằm cách thành phố Tuyên Quang khoảng 40 km về phía tây, cách trung tâm thủ đô Hà Nội khoảng 174 km, có vị trí địa lý:
- Phía đông giáp huyện Chiêm Hóa
- Phía tây giáp huyện Lục Yên và huyện Yên Bình thuộc tỉnh Yên Bái
- Phía nam giáp huyện Yên Sơn
- Phía bắc giáp huyện Bắc Quang, tỉnh Hà Giang.

Huyện Hàm Yên có diện tích 907 km², dân số năm 2019 là 120.000 người.
Huyên Hàm Yên gồm có các dân tộc sau: Kinh, Tày, Nùng, dao, H'Mông...
Đây cũng là địa phương có dự án Đường cao tốc Tuyên Quang – Hà Giang đi qua đang được xây dựng.

## Lịch sử
Hàm Yên xưa là huyện Sóc Sùng, đời Minh là huyện Văn Yên, sau nhập vào huyện Khoáng. Đời Lê sơ gọi là huyện Sùng Yên sau đổi là Phúc Yên. Năm Minh Mạng thứ 3 (1822) kị húy chữ Phúc, đổi là Hàm Yên. Năm Duy Tân thứ 7 (1913) chia huyện Hàm Yên thành 2 huyện Hàm Yên và Yên Sơn.
Tháng 12 năm 1975, hợp nhất hai tỉnh Tuyên Quang và Hà Giang thành tỉnh Hà Tuyên, Hàm Yên là một huyện của tỉnh Hà Tuyên.
Năm 1991, khi tách trở lại thành Tuyên Quang và Hà Giang, Hàm Yên trở lại là huyện của tỉnh Tuyên Quang.
Sau năm 1954, huyện Hàm Yên bao gồm 17 xã: Bạch Xa, Bằng Cốc, Bình Xa, Đức Ninh, Hành Mai, Hùng Đức, Minh Dân, Minh Hương, Minh Khương, Nhân Mục, Phù Lưu, Thái Hòa, Thái Sơn, Tân Thành, Thành Long, Tự Do và Yên Hương.
Ngày 26 tháng 12 năm 1970, hợp nhất xã Tự Do và xã Hành Mai thành xã Yên Thuận.
Ngày 19 tháng 11 năm 1985, thành lập thị trấn Tân Yên (thị trấn huyện lỵ huyện Hàm Yên) trên cơ sở một phần diện tích và dân số của xã Nhân Mục.
Ngày 15 tháng 7 năm 1999, chia xã Yên Hương thành 2 xã: Yên Lâm và Yên Phú.
Huyện Hàm Yên có 1 thị trấn và 17 xã như hiện nay.

## Hành chính
Huyện Hàm Yên có 18 đơn vị hành chính cấp xã trực thuộc, bao gồm thị trấn Tân Yên (huyện lỵ) và 17 xã: Bạch Xa, Bằng Cốc, Bình Xa, Đức Ninh, Hùng Đức, Minh Dân, Minh Hương, Minh Khương, Nhân Mục, Phù Lưu, Thái Hòa, Thái Sơn, Tân Thành, Thành Long, Yên Lâm, Yên Phú, Yên Thuận.

## Kinh tế
Kinh tế chủ yếu dựa vào nông nghiệp như trồng cam, lúa,... nuôi cá và các loại gia súc như trâu bò, dê,... Cây công nghiệp có chè; cây lâm nghiệp có keo.

## Du lịch
- Thắng cảnh Động Tiên
- Đền Bắc mục tại km 43 nằm bên bờ sông lô thờ tướng Trần Hưng Đạo
- Đền thác cái tại km 61 Quốc lộ A2 là một nơi thu hút được đông đảo người đến lễ bái với truyền thuyết" ái cội"
- Hội chọi trâu Hàm Yên
- Du lịch sinh thái Cao Đường - xã Yên Thuận được ví như Đà lạt của Tuyên Quang
- Hang Bạch Xà với tượng Đức Mẹ - Xã Bạch Xa
- Thác Mạ Héc - Xã Phù Lưu

Ngoài ra còn có các lễ hội tại các xã như: Hội cầu đình của xã Bạch Xa, lễ hội đón xuân của người H'mông tại thôn Cao Đường với nhiều trò chơi dân tộc như đi cà kheo, đánh quay, tung còn,...